# Annulastrella
Annulastrella is een geslacht van sponsdieren uit de klasse van de Demospongiae (gewone sponzen). 

## Soorten
- Annulastrella annulata (Carter, 1880), dezelfde soort als Vulcanella (Annulastrella) annulata
- Annulastrella ornata (Sollas, 1888), dezelfde soort als Vulcanella (Annulastrella) ornata
- Annulastrella schmidti Maldonado, 2002, dezelfde soort als Vulcanella (Annulastrella) schmidti
- Annulastrella verrucolosa (Pulitzer-Finali, 1983), dezelfde soort als Vulcanella (Annulastrella) verrucolosa